# Theuma purcelli
Espèce
Theuma purcelli est une espèce d'araignées aranéomorphes de la famille des Prodidomidae.

## Distribution
Cette espèce est endémique d'Afrique du Sud. Elle se rencontre au Cap-Oriental, au Cap-du-Nord et au Limpopo.

## Description
La femelle holotype mesure 6 mm.

## Systématique et taxinomie
Cette espèce a été décrite par Tucker en 1923.

## Étymologie
Cette espèce est nommée en l'honneur de William Frederick Purcell.

## Publication originale
- Tucker, 1923 : « The Drassidae of South Africa. » Annals of the South African Museum, vol. 19, p. 251-437 (texte intégral).